# Sharon D. Clarke
Sharon D Clarke, född 12 augusti 1966, är en brittisk skådespelare.
Clarke har bland annat medverkat i TV-serien Holby City (2003-2019). Hon har även medverkat i filmerna Rocketman från 2019 och Red, White & Royal Blue från 2023.

## Filmografi (i urval)
- 2003–2019 – Holby City (TV-serie)
- 2019 – Rocketman
- 2023 – Red, White & Royal Blue
- 2024 – Lost Boys & Fairies (TV-serie)
- 2024 – Kommissarie Ellis (TV-serie)